# Вуль Юхим Давидович
Юхим Давидович Вуль (нар. 1895 — пом. 1951) — радянський державний діяч.

## Біографія
Народився 1895 року в місті Брацлаві Кам'янець-Подільської губернії в єврейській родині (за іншими даними 1894 року в Черкасах).
Навчався в Московському енергетичному інституті, але не закінчив його.
У 1917 році став членом РСДРП(б). Брав участь у Громадянській війні — був командиром батальйону 2-го стрілецького полку. Був нагороджений орденом Червоного Прапора РРФСР (наказ РВСР № 241: від 1920). У липні 1922 року звільнився з РСЧА.
У 1923 році Юхим Вуль, будучи начальником охорони Державного управління Москви та області при МНК, був засуджений колегією ОДПУ за посадові злочини. Цього ж року вибув із партії. 28 вересня 1925 року звільнений.
З 1933 року працював у системі ГУЛАГу:
- з 12 лютого 1933 року по 3 липня 1937 року — начальник 3-го відділення, начальник ділянки Північного району, начальник Ікшанського району Дмитровлага;
- з 3 липня 1937 року по 15 серпня 1937 року — начальник окремої Ікшанської ділянки Дмитровлага;
- з 16 серпня 1937 року по 10 грудня 1938 року — начальник управління Локчимлага НКВС СРСР, начальник табору.

Звільнений з органів наказом НКВС СРСР № 2499 від 10 грудня 1938 (без звання). 2 липня 1940 року був заарештований, але звільнений. Працював комерційним директором артілі «Радіо-Фронт» у Москві. 1942 року знову був заарештований і отримав 8 років таборів.
1950 року вийшов на волю. У 1951 році знову був арештований у Москві за «порушення паспортного режиму» і засланий до Казахської РСР, де помер у 1951 році. Був реабілітований у 1956 році.

## Родина
Брат Михайла та Леоніда Вуль.
Був одружений, мав двох дітей — Давида та Михайла (Михайло Юхимович Вуль-Веснін, відомий театральний режисер та педагог). Онук Леонід був радянським дисидентом.